# Michael Vick
Michael Dwayne Vick (Newport News, Virginia, Estados Unidos; 26 de junio de 1980) es un exjugador profesional de fútbol americano que jugaba en la posición de mariscal de campo.
Jugó a nivel universitario en Virginia Tech y fue elegido en la primera posición global del Draft de la NFL de 2001 por los Atlanta Falcons.
En abril de 2007, se encontró bajo el escrutinio público y legal en lo que fueron investigaciones de autoridades locales con cargos sobre narcóticos. La policía descubrió y confiscó evidencias de una arena para peleas de perros y se llevó 66 perros, incluyendo 55 pit bulls. Subsecuentemente, las autoridades y medios de comunicación afirmaron que hay testigos que involucran a Vick con las peleas de perros y las apuestas relacionadas.
En diciembre de 2007 fue encontrado culpable y sentenciado a 23 meses de prisión, los cuales cumplió en la Prisión Federal de Leavenworth. Vick fue liberado de prisión el 20 de mayo de 2009. El comisionado de la NFL, Roger Goodell levantó su suspensión a Vick, a pesar de que el dueño de los Atlanta Falcons, Arthur Blank, declaró públicamente que no deseaba que Vick regresara a su equipo. El 12 de junio de 2009, Vick fue liberado de su contrato con los Falcons, después de varios intentos fallidos de canjearlo a otros equipos. Finalmente fichó con el equipo de los Philadelphia Eagles y el 27 de septiembre de 2009 volvió a jugar, enfrentándose a los Kansas City Chiefs y ganando 34 a 14.

## Primeros años
Michael Vick nació de Brenda Vick, en ese entonces de 16 años, y Michael Boddy, de 17, el 26 de junio de 1980 en Newport News, Virginia, Estados Unidos. Sus padres se casaron cinco años después, cuando ya tenían cuatro hijos, la hermana mayor de Michael, Christina, y sus hermanos menores Marcus y Courtney. Los niños eligieron seguir usando el apellido de su madre como suyo propio después de que sus padres se casaron.
Los niños crecieron en Ridley Circle, un conjunto habitacional en un barrio económicamente deprimido e inseguro localizado en el lado este de la ciudad portuaria de Hampton Roads, no lejos de su gran astillero y muelles de carbón. Su madre tenía varios trabajos como conductora de medio tiempo de un autobús escolar y en una tienda Kmart local.
Durante la infancia de sus hijos, el padre de Vick tenía un trabajo que requería muchos viajes, pero les enseñó técnicas de fútbol americano a sus hijos a una edad temprana. Vick tenía tan solo tres años cuando su padre, apodado "Bullet" (Bala) por su velocidad deslumbrante durante sus propios días como jugador en el emparrillado, comenzó a enseñarle los fundamentos.
Vick también aprendió mucho sobre fútbol americano de un primo segundo cuatro años mayor que él, Aaron Brooks. Vick y Brooks pasaron mucho tiempo de jóvenes en el Boys and Girls Club local.

## Carrera en preparatoria
Vick empezó a cobrar importancia durante su estancia en la Preparatoria Ferguson de Newport News. Como novato, impresionó a muchos por su habilidad atlética, lanzando para más de 400 yardas en un juego ese año. En 1996, Vick y el entrenador Tommy Reamon se mudaron ambos a la Preparatoria Warwick, también en Newport News, después de que la Preparatoria Ferguson fue cerrada como parte de un programa de modernización de las escuelas públicas de Newport News.
En la Preparatoria Warwick, Vick era titular de tercer año donde lanzó para 4,846 yardas y 43 touchdowns, anotando 3 touchdowns en un solo juego. También corrió para 1,048 yardas y 18 anotaciones por tierra y logró 10 touchdowns por aire y 10 por tierra como veterano al lanzar 1,668 yardas.

## Carrera

### Universidad
Después de la preparatoria, Michael Vick asistió al Virginia Tech. En su primer partido colegial como novato en 1999, anotó tres touchdowns por tierra en solo un cuarto de juego. Su último touchdown fue una espectacular voltereta en la que aterrizó torpemente en el tobillo, lo que lo obligó a perderse el resto de ese partido así como el juego siguiente. Llevó a los Hokies a una temporada de 11-0 y al juego del Campeonato Nacional de Tazones Colegiales en 2000 en el Sugar Bowl contra la Universidad Estatal de Florida. Aunque Virginia Tech perdió 46-29, Vick fue capaz de levantar al equipo de un déficit de 21 puntos para tomar una ligera ventaja. Durante la temporada, Vick apareció en la portada de un número de la revista ESPN The Magazine.
Vick fue líder de la NCAA en eficiencia de pases ese año, estableciendo el récord para un novato (180.4), lo que fue también la tercera mejor marca de todos los tiempos (Colt Brennan tiene el récord con 185.9 por su temporada de 2006 en Hawái). Vick ganó un Premio ESPY al mejor jugador colegial del país, y ganó el primer Premio Archie Griffin de la historia como el jugador colegial de fútbol americano más valioso. Fue invitado a la presentación del Trofeo Heisman de 1999 y terminó tercero en las votaciones para el mismo, solo por detrás de Ron Dayne y Joe Hamilton. El tercer lugar de Vick fue el resultado más alto obtenido por un novato hasta entonces, junto con el tercer lugar de Herschel Walker en 1980 (Adrian Peterson rompió ese marca al terminar segundo en 2004).
La temporada de Vick en 2000 tuvo algunos logros, como su récord de yardas por tierra de 210 yardas contra las Águilas del Boston College en Chestnut Hill, Massachusetts. En su última temporada colegial, Virginia Tech terminó 11-1, con la única derrota ante el equipo mejor posicionado, la Universidad de Miami, en un partido donde Vick vio poca acción debido a una lesión. El último juego de Vick en Virginia Tech fue en el Gator Bowl, donde fue nombrado Jugador Más Valioso (JMV) del partido.

### Estadísticas de pases en la NCAA
| Año     | Equipo        | Conferencia | Completos | Intentados | Yardas | Touchdowns | Intercepciones | Índice de audiencia |
| 1999    | Virginia Tech | Big East    | 90        | 152        | 1,840  | 12         | 5              | 180.37              |
| 2000    | Virginia Tech | Big East    | 87        | 161        | 1,234  | 8          | 6              | 127.36              |
| Carrera | Virginia Tech | Big East    | 177       | 313        | 3,074  | 20         | 11             | 153.10              |
| ------- | ------------- | ----------- | --------- | ---------- | ------ | ---------- | -------------- | ------------------- |

### Récords y logros colegiales
- Ayudó a los Hokies a obtener un récord de 20-1 en dos temporadas y llevó a la escuela al Juego de Campeonato Nacional en su primera temporada como quarterback colegial titular en 1999.
- Se registró para una entrada prematura al draft de la NFL (tan solo en su segundo año universitario) después de dos temporadas como el titular de Virginia Tech y una aparición en un Juego de Campeonato Nacional.
- Completó 87 de sus 161 pases para 1,234 yardas con ocho touchdowns además de 104 acarreos para 607 yardas como alumno de segundo año en 2000.
- Ganó el primer Premio Archie Griffin al Jugador Colegial de Fútbol Americano del Año como novato cuando fue el líder nacional en eficiencia de pase con 180.37, el segundo total más alto de todos los tiempos, y guio a los Hokies a un récord perfecto de 11-0 en temporada regular.
- Estableció un récord en la NCAA para un novato y estableció récords de su escuela para una temporada por el mayor número de yardas por pase completo (20.4), por intento (12.1), mayor porcentaje de pases completos (59.2) y más yardas por jugada (9.3).
- Apareció en diez partidos, completando 90 de 152 pases para 1,840 yardas y 12 touchdowns, y corrió 108 veces para 585 yardas con oho anotaciones más. Promedió 242.5 yardas ofensivas por juego.
- En su actuación en el Sugar Bowl contra Florida State por el Campeonato Nacional completó 15 de 29 pases para un total de 225 yardas con un pase de touchdown de 49 yardas, al igual que 97 yardas en 23 acarreos con una anotación de 3 yardas, en total 322 yardas de ofensiva casi logrando una sorpresa por sí solo pero terminando con una derrota, 46-29.
- Terminó tercero en la votación para el codiciado Trofeo Heisman (el mejor resultado para un novato hasta ese momento) mientras que ganó los premios para Jugador Ofensivo y Novato del Año de la Big East Conference y terminó segundo en la votación del Jugador del Año de Associated Press.
- Se convirtió en el primer jugador en la historia de la Division I en ganar el premio al Jugador del Año en la misma temporada que ganó el de Novato del Año.
- Terminó su carrera con un récord de 20-1 como titular en Virginia Tech.
- Antes del encuentro entre Virginia Tech y LSU el 1 de septiembre de 2002, el jersey número 7 de Vick fue retirado por la escuela en una ceremonia especial (bajo las entonces nuevas políticas del Virginia Tech, el jersey #7 continúa siendo usado ya que el Tech retira jerséis pero no números). La escuela añadió una pancarta que presenta el jersey de Vick y su nombre en la zona norte del endzone.

### Premios colegiales
- 1999 Novato del Año de la Big East Conference
- 1999 Jugador Ofensivo del Año de la Big East Conference
- 1999 Premio Archie Griffin
- 2000 Premio ESPY al Mejor Jugador Colegial de Fútbol Americano
- 2001 MVP del Gator Bowl

### NFL

#### Atlanta Falcons
Vick fue seleccionado en la primera ronda del Draft de la National Football League de 2001, siendo incluso la primera selección global. Los San Diego Chargers tenían la primera selección en el draft de ese año pero le intercambiaron los derechos de la selección a los Atlanta Falcons un día antes del draft, por la que recibieron la selección de primera ronda de los Falcons (la quinta general), una selección de tercera ronda en 2001 (usada para elegir al CB Tay Cody), una selección de segunda ronda en 2002 (usada para seleccionar al WR Reche Caldwell) y al WR/KR Tim Diwght. Con la posición degradada de los Chargers (la quinta global), seleccionaron al running back de la Universidad Cristiana de Texas LaDainian Tomlinson, que se convertiría en el JMV de la liga en 2006 (aunque Vick nunca ha sido JMV de la liga, terminó segundo en las votaciones de 2004). De este modo, Tomlinson y Vick están vinculados al haber sido "intercambiados" el uno por el otro, aunque la transacción fue en realidad el resultado de algunas selecciones de draft canjeadas y negociaciones de contrato.

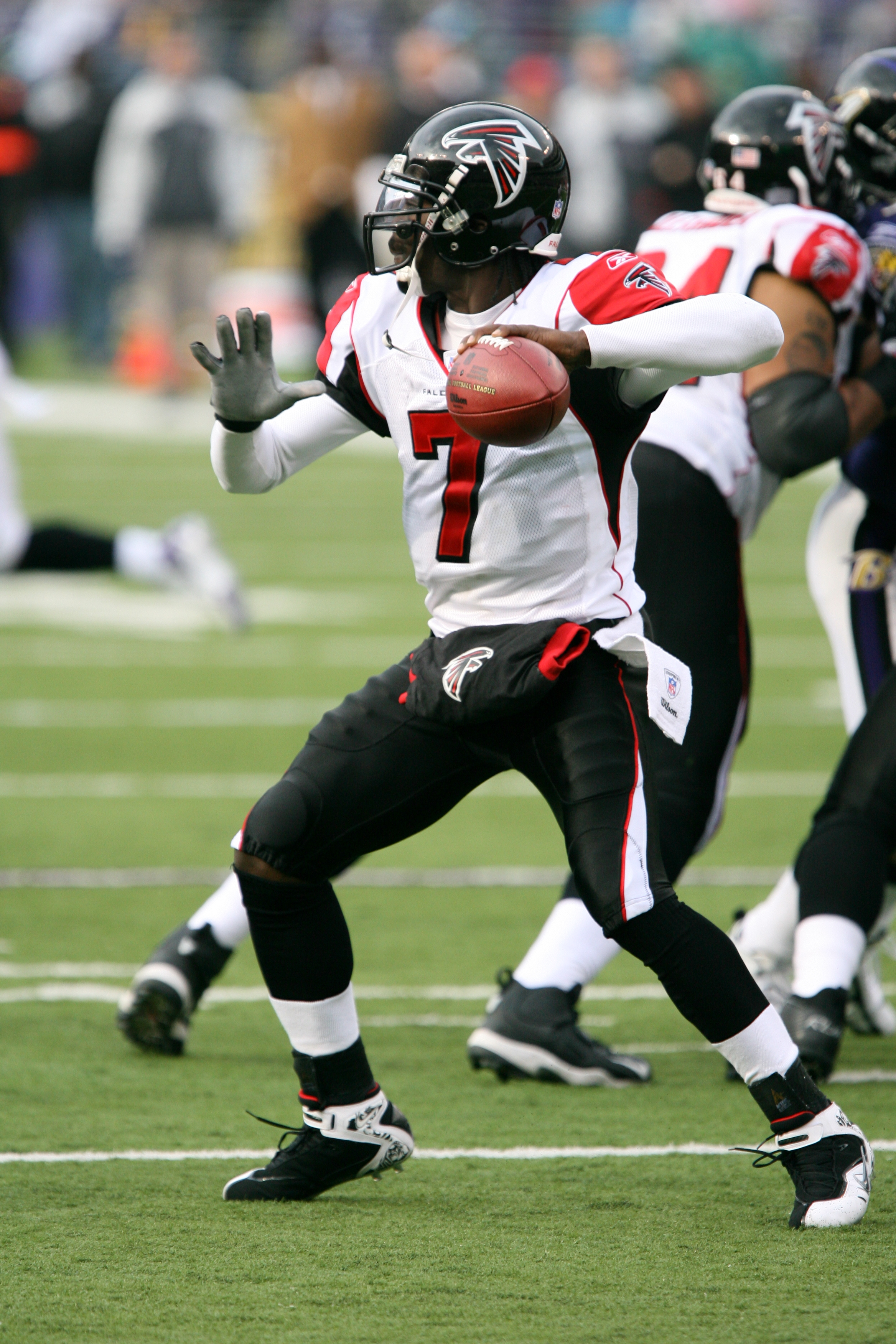
Vick con los Falcon en noviembre de 2006.

Vick hizo su debut en la NFL en San Francisco el 9 de septiembre de 2001, y vio poca acción durante ese partido. Completó su primer pase en la NFL con un lanzamiento de 18 yardas al receptor Tony Martin en el segundo cuarto del partido contra Carolina el 23 de septiembre y consiguió su primer touchdown en una carrera de dos yardas en el cuarto periodo para ayudar a los Falcons a conseguir una victoria de 24-16. Vick inició su primer juego como titular en Dallas el 11 de noviembre de ese año y lanzó su primer pase de anotación en un disparo de 9 yardas al ala cerrada (TE) Alge Crumpler en un partido que terminaron ganando 20-13. En sus dos inicios como titular en los 8 juegos en los que participó en esa temporada, Vick completó 50 de 113 pases para 785 yardas con 2 touchdowns y 3 intercepciones, incluyendo 234 de las 255 yardas totales en el último partido de temporada regular de su equipo contra St. Louis el 6 de enero de 2002. También tuvo 29 acarreos para 289 yardas (un promedio de 9.9 por acarreo) y un touchdown por tierra.

En 2002, Vick se convirtió en una genuina estrella y candidato al JMV en su primera temporada como titular absoluto a la edad de 22 años. Fue invitado a su primer Pro Bowl después de iniciar 15 partidos, solo perdiéndose un juego contra los New York Giants el 13 de octubre debido a una torcedura de hombro. Esa temporada completó 231 de 421 pases para 2,936 yardas (ambas cantidades las más altas de su carrera) y 16 touchdowns, además de 113 acarreos para 777 yardas y 8 touchdowns por carrera. En esta temporada, Vick estableció numerosos récords personales de un solo juego, incluyendo pases completados (24) y pases intentados (46) contra Pittsburgh el 10 de noviembre, al igual que yardas por aire (337) contra Detroit el 22 de diciembre. También completó el pase más largo de su carrera, de 74 yardas, para un touchdown con el WR Trevor Gaylor contra New Orleans el 17 de noviembre. Vick registró un récord de la NFL de más yardas por tierra para un mariscal de campo en un solo juego con 173 yardas en Minnesota el 1 de diciembre. Vick también empató como tercero en la historia del equipo con el menor porcentaje de intercepciones en una temporada con 1.90% y además continuó con una racha de pases consecutivos sin intercepción que comenzó en St. Louis el 6 de enero de 2002 en el partido final de la temporada de 2001 y se extendió hasta el primer cuarto del partido contra Baltimore el 3 de noviembre de 2002. Su racha abarcó 25 cuartos y 177 pases sin una sola intercepción. El 1 de enero de 2003, Vick guio a los Atlanta Falcons a una sorpresiva victoria sobre el equipo de los Green Bay Packers 27-7 en los playoffs de la NFC, terminando con el récord de partidos de playoffs sin derrota de los Packers en el Lambeau Field. Los Falcons más tarde perderían 20-6 con el equipo de los Philadelphia Eagles, comandado por Donovan McNabb, en el Juego Divisional de playoffs de la NFC.

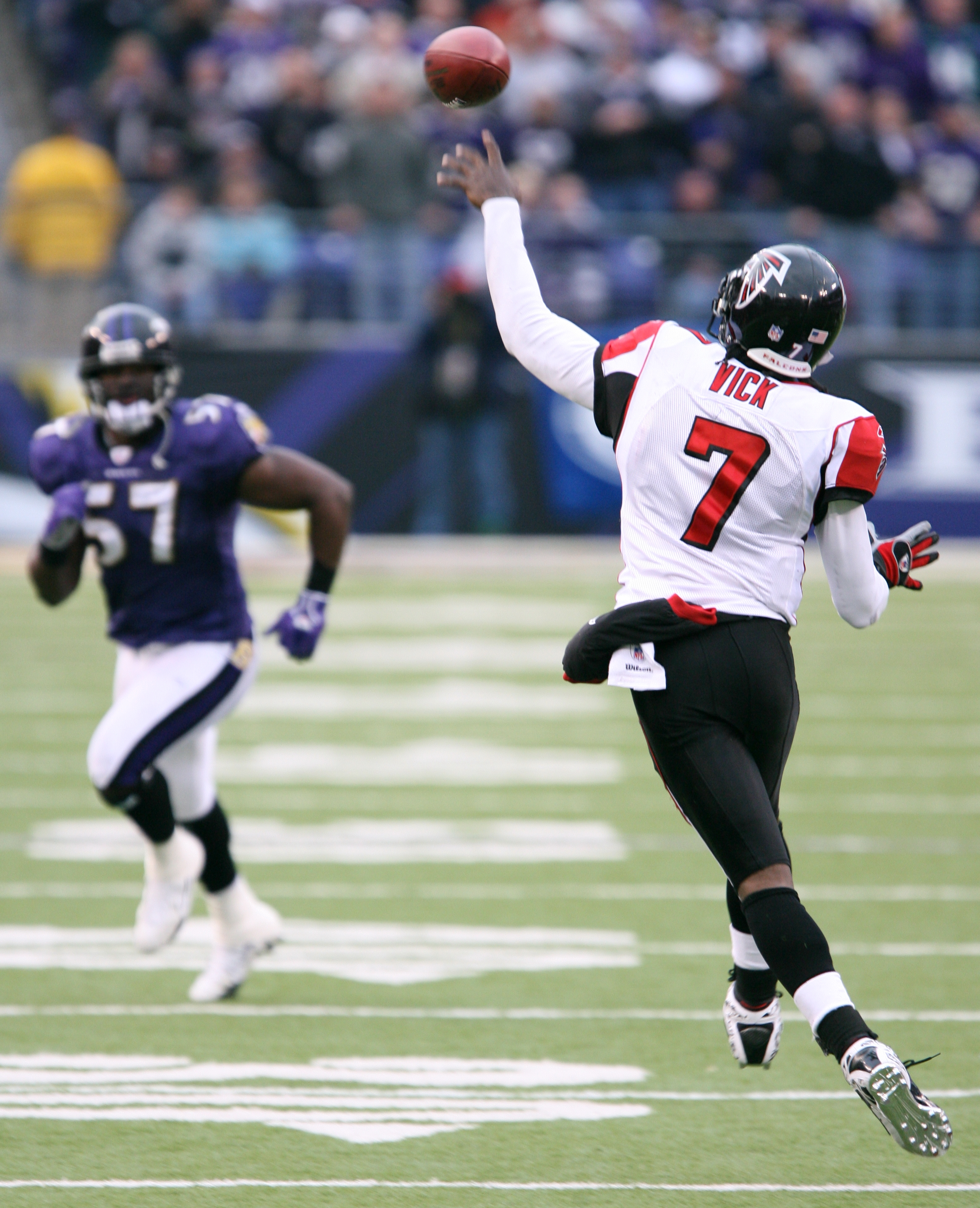
Scott (57) y Michael Vick en 2006.

Durante un juego de pretemporada contra los Baltimore Ravens el 16 de agosto, Vick sufrió una fractura de peroné en su pierna derecha y se perdió los primeros 11 juegos de la temporada regular. En la semana 13, Vick hizo su debut en la temporada en sustitución del QB Doug Johnson en el tercer cuarto del partido en Houston el 30 de noviembre, comletando 8 de 11 pases para 60 yardas y corriendo para 16 yardas en tres acarreos. Jugó su primer partido de titular contra Carolina la siguiente semana y acumuló el tercer total de yardas por tierra más alto para un mariscal de campo en la historia de la NFL con 141 yardas en 14 acarreos y una anotación para llevar a los Falcons a una victoria en tiempos extra 20-14, viniendo de atrás en el marcador. Las 141 yardas de Vick le siguen a las 150 yardas que Tobin Rote logró el 18 de noviembre de 1951 con Green Bay y al propio récord de Vick en Minnesota el 1 de diciembre de 2002 en la lista de mariscales de todos los tiempos de la NFL. También completó 16 de 33 pases para 179 yardas y acumuló 320 de las 380 yardas totales que la ofensiva del equipo produjo. El 20 de diciembre, Vick logró una victoria 30-28 en Tampa Bay para eliminar a los Bucs de la carrera por los playoffs completando 8 de 15 pases para 119 yardas y dos touchdowns, con un índice de audiencia de pasador de 119.2. Vick concluyó la temporada con una victoria de 21-14 contra Jacksonville el 28 de diciembre, donde completó 12 de sus 22 pases para 180 yardas con dos touchdowns y una intercepción. Terminó la temporada después de haber iniciado como titular 4 de los 5 juegos en los que participó, completó 50 de sus 100 pases para un total de 585 yardas con cuatro touchdowns y tres intercepciones, además de correr 40 veces para 255 yardas y un touchdown, llevando a los Falcons a un récord de 3-1 en las últimas cuatro semanas de la temporada regular.

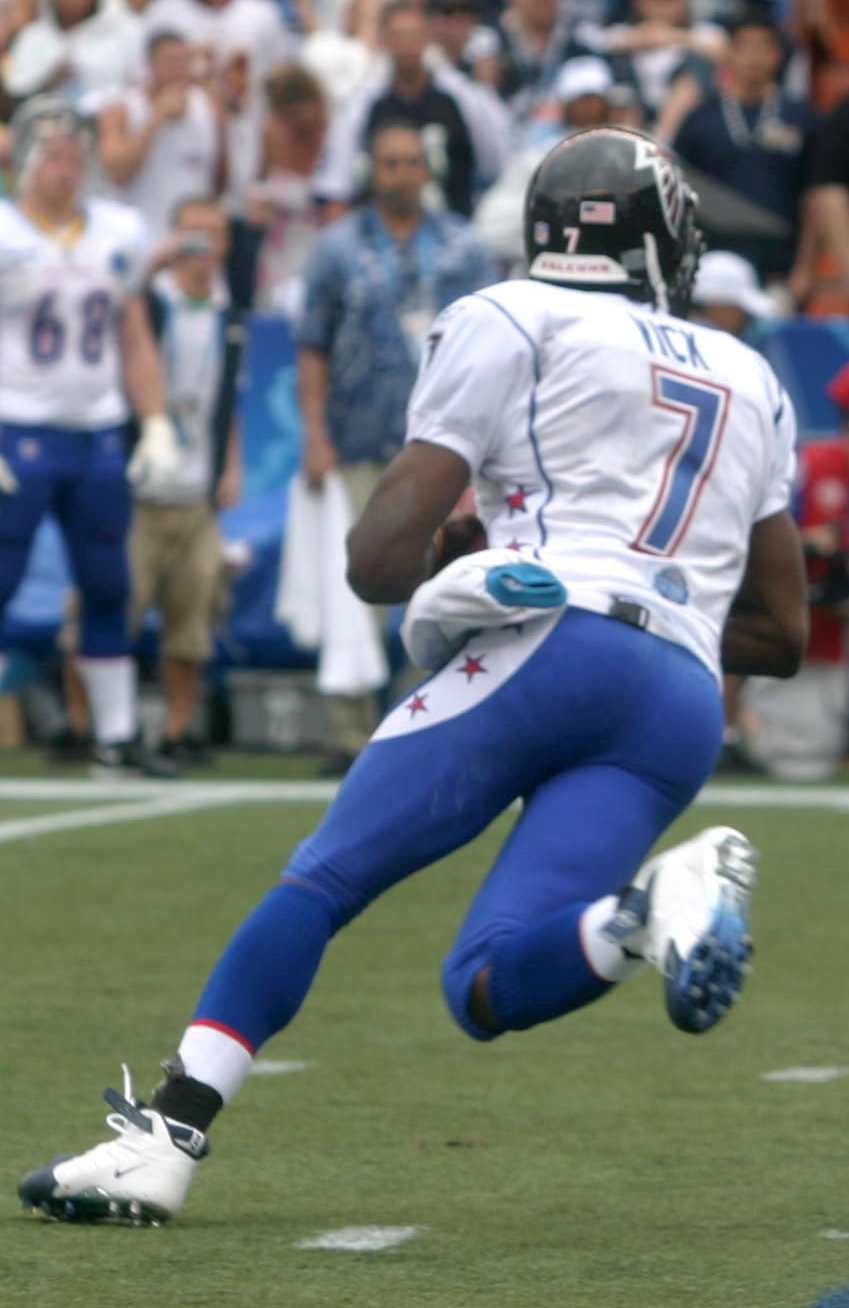
Vick en el Pro Bowl de 2006.

En 2004, Vick fue llamado a su segundo Pro Bowl después de haber iniciado como titular los 15 juegos en los que participó y haber completado 181 de 321 pases para 2,313 yardas con 14 touchdowns y 12 intercepciones además de establecer marcas personales en su carrera con 120 acarreos para 902 yardas terrestres junto con tres touchdowns. Las 902 yardas por tierra con un promedio de 7.52 yardas por acarreo se colocaron como tercera y segunda, respectivamente, en las listas de quarterbacks de la NFL. Vick fue nombrado Jugador Ofensivo de la Semana de la NFC en dos ocasiones separadas durante la temporada, una por su actuación en Denver el 31 de octubre cuando se convirtió en el primer mariscal de campo en lanzar para más de 250 yardas y correr más de 100 yardas en el mismo partido. Guio al equipo a un récord de 11-4, que fue el tercer mejor récord para un mariscal titular en la historia del equipo detrás de Chris Chandler (13-1 en 1998) y Steve Bartkowski (12-4 en 1980). En general, los Falcons terminaron la temporada con un récord de 11-5, ganándose una semana de descanso antes de los playoffs de la NFL por tercera vez en la historia del equipo. Los Falcons comandados por Vick corrieron para un récord en playoffs de 317 yardas. (Vick tenía 119 de ellas, estableciendo un récord de playoffs de la NFL para un quarterback). También lanzó dos pases de touchdown contra los Rams en el juego divisional de playoffs. No obstante, los Eagles volvieron a romper su racha, derrotándolos en el juego de campeonato de la NFC 27-10.

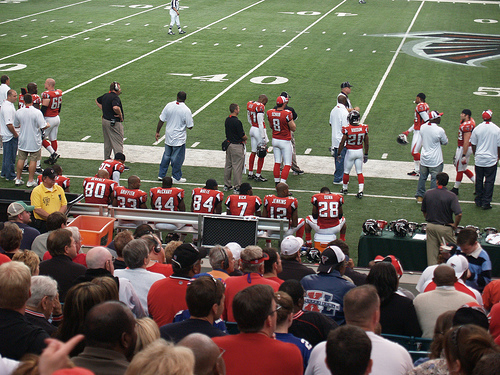
Vick (#7) mira desde la banca mientras la defensa está en el campo contra los New York Giants.

En 2005, Vick fue invitado para su tercer Pro Bowl después de jugar como titular en 15 juegos y completar 214 de 387 pases para 2,412 yardas con 15 touchdowns y 13 intercepciones. Las 2,412 yardas por aire de Vick elevaron los totales de su carrera a 9,031 en 2005, lo que lo llevó al cuarto lugar de todos los tiempos en la historia de los Falcons. Sus 597 yardas terrestres en 102 acarreos (promedio de 5.9) con seis anotaciones lideró a todos los quarterbacks de la NFL y su promedio de 5.9 yardas por carrera lideró a todos los corredores de la NFL con al menos 100 acarreos. Vick también ayudó a tres jugadores a tener grandes números: el RB Warrick Dunn, el TE Alge Crumpler y el WR Michael Jenkins. Con ocho victorias en 2005, Vick se movió al tercer puesto de la lista de los mariscales de los Falcons con más victorias de todos los tiempos. Solo Steve Bartkowski (55) y Chris Chandler (34) han ganado más juegos para el equipo.
Vick llegó a la temporada de 2006 en el sexto lugar en porcentaje de victorias entre los actuales mariscales titulares de la NFL (.618). El 22 de octubre de ese año, contra los Pittsburgh Steelers, Vick tuvo su primer juego en el que lanzó 3 o más touchdowns. Después de 3 cuartos, Vick tenía cuatro touchdowns, tres de los cuales fueron con Alge Crumpler. La semana siguiente contra los Cincinnati Bengals, lanzó tres más sin intercepciones y fue reconocido con el Premio del Jugador de la Semana de la NFC. Vick también igualó su marca de cuatro pases de touchdown en un solo juego contra Dallas en la semana 15. Además conectó 204 de 388 pases para 2,474 yardas con un récord personal de 20 touchdowns.
Solo Randall Cunningham y Steve Young tienen más yardas por tierra en la posición de quarterback que Vick, que es el mariscal activo con más yardas terrestres en este momento. Vick también es primero entre los QBs en yardas terrestres por partido, con un promedio de 53.5 yardas por juego. Cunningham es segundo (30.6), Bobby Douglass es tercero (29.8). Vick ostenta muchos otros récords de la NFL para mariscales por tierra, incluyendo más yardas terrestres en un juego (173), más juegos de 100 yardas terrestres o más (7), y más yardas terrestres en una temporada (1,039). Además fue tercero en la liga en carreras de diez o más yardas con 44, detrás tan solo de Tiki Barber de los Giants (50) y Larry Johnson de Kansas City (49).

## Estadísticas

### Temporada regular
| Year  | Team  | G   | GS  | Pase  | Pase  | Pase | Pase   | Pase | Pase | Pase | Pase  | Carrera | Carrera | Carrera | Carrera | Sacked | Sacked | Fumbles | Fumbles |
| Year  | Team  | G   | GS  | Att   | Comp  | Pct  | Yds    | Y/A  | TD   | Int  | Rtg   | Att     | Yds     | Avg     | TD      | Sack   | YdsL   | Fum     | FumL    |
| ----- | ----- | --- | --- | ----- | ----- | ---- | ------ | ---- | ---- | ---- | ----- | ------- | ------- | ------- | ------- | ------ | ------ | ------- | ------- |
| 2001  | ATL   | 8   | 2   | 113   | 50    | 44.2 | 785    | 6.9  | 2    | 3    | 62.7  | 31      | 289     | 9.3     | 1       | 21     | 113    | 6       | 5       |
| 2002  | ATL   | 15  | 15  | 421   | 231   | 54.9 | 2,936  | 7.0  | 16   | 8    | 81.6  | 113     | 777     | 6.9     | 8       | 33     | 206    | 9       | 6       |
| 2003  | ATL   | 5   | 4   | 100   | 50    | 50.0 | 585    | 5.9  | 4    | 3    | 69.0  | 40      | 255     | 6.4     | 1       | 9      | 64     | 4       | 1       |
| 2004  | ATL   | 15  | 15  | 321   | 181   | 56.4 | 2,313  | 7.2  | 14   | 12   | 78.1  | 120     | 902     | 7.5     | 3       | 46     | 266    | 16      | 7       |
| 2005  | ATL   | 15  | 15  | 387   | 214   | 55.3 | 2,412  | 6.2  | 15   | 13   | 73.1  | 102     | 597     | 5.9     | 6       | 33     | 201    | 11      | 5       |
| 2006  | ATL   | 16  | 16  | 388   | 204   | 52.6 | 2,474  | 6.4  | 20   | 13   | 75.7  | 123     | 1,039   | 8.4     | 2       | 45     | 303    | 9       | 3       |
| 2007  | —     | —   | —   | —     | —     | —    | —      | —    | —    | —    | —     | —       | —       | —       | —       | —      | —      | —       | —       |
| 2008  | —     | —   | —   | —     | —     | —    | —      | —    | —    | —    | —     | —       | —       | —       | —       | —      | —      | —       | —       |
| 2009  | PHI   | 12  | 1   | 13    | 6     | 46.2 | 86     | 6.6  | 1    | 0    | 93.8  | 24      | 95      | 4.0     | 2       | 0      | 0      | 0       | 0       |
| 2010  | PHI   | 12  | 12  | 372   | 233   | 62.6 | 3,018  | 8.1  | 21   | 6    | 100.2 | 100     | 676     | 6.8     | 9       | 34     | 210    | 11      | 3       |
| 2011  | PHI   | 13  | 13  | 423   | 253   | 59.8 | 3,303  | 7.8  | 18   | 14   | 84.9  | 76      | 589     | 7.8     | 1       | 23     | 126    | 7       | 2       |
| 2012  | PHI   | 10  | 10  | 351   | 204   | 58.1 | 2,362  | 6.7  | 12   | 10   | 78.1  | 62      | 331     | 5.4     | 1       | 28     | 153    | 7       | 3       |
| 2013  | PHI   | 7   | 6   | 141   | 77    | 54.6 | 1,215  | 8.6  | 5    | 3    | 86.5  | 36      | 306     | 8.5     | 2       | 15     | 99     | 4       | 2       |
| 2014  | NYJ   | 10  | 3   | 121   | 64    | 52.9 | 604    | 5.0  | 3    | 2    | 68.3  | 26      | 153     | 5.9     | 0       | 19     | 85     | 5       | 2       |
| 2015  | PIT   | 5   | 3   | 66    | 40    | 60.6 | 371    | 5.6  | 2    | 1    | 79.8  | 20      | 99      | 5.0     | 0       | 10     | 53     | 2       | 0       |
| Total | Total | 143 | 109 | 3,217 | 1,807 | 56.2 | 22,464 | 7.0  | 133  | 88   | 80.4  | 873     | 6,109   | 7.0     | 36      | 316    | 1,879  | 98      | 43      |

### Playoffs
| Year  | Team  | G | GS | Passing | Passing | Passing | Passing | Passing | Passing | Passing | Passing | Rushing | Rushing | Rushing | Rushing |
| Year  | Team  | G | GS | Att     | Comp    | Pct     | Yds     | Y/A     | TD      | Int     | Rtg     | Att     | Yds     | Avg     | TD      |
| ----- | ----- | - | -- | ------- | ------- | ------- | ------- | ------- | ------- | ------- | ------- | ------- | ------- | ------- | ------- |
| 2002  | ATL   | 2 | 2  | 63      | 35      | 55.6    | 391     | 6.2     | 1       | 1       | 72.9    | 14      | 88      | 6.3     | 0       |
| 2004  | ATL   | 2 | 2  | 40      | 23      | 57.5    | 218     | 5.5     | 2       | 1       | 79.0    | 12      | 145     | 12.1    | 0       |
| 2009  | PHL   | 1 | 0  | 2       | 1       | 50.0    | 76      | 38.0    | 1       | 0       | 135.4   | 1       | 0       | 0       | 0       |
| 2010  | PHL   | 1 | 1  | 36      | 20      | 55.6    | 292     | 8.1     | 1       | 1       | 79.9    | 8       | 32      | 4.0     | 1       |
| Total | Total | 6 | 5  | 141     | 89      | 54.2    | 977     | 6.6     | 5       | 3       | 91.8    | 35      | 265     | 9.0     | 1       |

### Récords y logros en la NFL
- En 2006, Vick se convirtió en el único quarterback en la historia de la NFL en correr más de 1,000 yardas durante una sola temporada regular.
- En 2006, Vick estableció el récord de la NFL por más yardas por acarreo en una temporada, con 8.4 yardas por carrera.
- Cuando Vick y el RB Jerious Norwood corrieron ambos para más de 100 yardas en la semana 4 de la temporada de 2006, los Falcons se convirtieron en el único equipo de la NFL en lograr dos juegos en la historia de la franquicia donde tanto el quarterback como un corredor del mismo equipo sobrepasaron la marca de las 100 yardas (Vick y Warrick Dunn superaron las 100 yardas en la semana 2 de esa misma temporada).
- Vick (1,039 yardas) y Dunn (1,140) se convirtieron en la primera pareja QB/RB en la historia de la NFL en sobrepasar cada uno la marca de las 1,000 yardas por tierra en la misma temporada. También se convirtieron en la cuarta dupla del mismo equipo en la historia de la liga en tener cada uno 1,000 o más yardas. El último par que lo había logrado fueron los RBs de Cleveland Kevin Mack (1,104 yardas) y Earnest Byner (1,002) en 1985.
- Consiguió su segundo Pro Bowl consecutivo y tercero en total en 2005 al pasar para 2,412 yardas y 16 touchdowns además de liderar a todos los quarterbacks de la NFL con 597 yardas por tierra y seis anotaciones por esta vía.
- Invitado al segundo Pro Bowl de su carrera después de guiar a los Falcons al tercer título divisional en la historia del equipo y romper numerosos récords del equipo y la NFL en 2004.
- Estableció un récord de la NFL en postemporada para un mariscal de campo con 119 yardas terrestres en la victoria en su Juego Divisional de playoffs de la NFC contra los Rams.
- Se convirtió en el primer quarterback en lanzar para más de 250 yardas y correr para más de 100 en el mismo partido contra los Broncos (31 de octubre de 2004).
- Llamado al Pro Bowl de 2002, convirtiéndose en el sexto quarterback en ser votado para el juego de las estrellas de la NFL en su primer año como titular desde 1970, uniéndose a Dan Marino de los Miami Dolphins (1983), Brett Favre de los Green Bay Packers (1992), Kurt Warner de los St. Louis Rams (1999), Daunte Culpepper de los Minnesota Vikings (2000) y Tom Brady de los New England Patriots (2001).
- Primera selección global del Draft de la NFL de 2001 después de una celebrada carrera colegial en Virginia Tech. Fue la cuarta selección #1 de los Falcons en la historia del club (Tommy Nobis en 1966, Steve Bartkowski en 1975 y Aundray Bruce en 1988).

### Premios en la NFL
- 2004 Premio ESPY al Mejor Jugador de la NFL
- 2005 Galloping Gobbler

## Estilo de juego

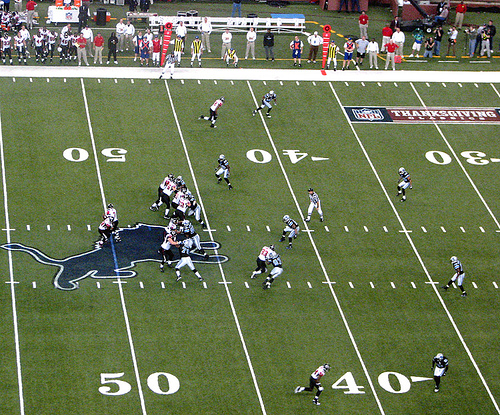
Vick (extrema izquierda) dirige la ofensiva contra los Detroit Lions en un Juego de Día de Acción de Gracias.

Vick se destaca por su estilo de juego único y explosivo. Algunos comentaristas lo consideran el jugador más emocionante en el fútbol americano, y él mismo se ha dado el sobrenombre de "Superman". Dotado con habilidad, velocidad (40 yardas en 4.25 segundos) y un brazo fuerte, puede ingeniar grandes jugadas con sus brazos y piernas. Notable es el hecho de que aunque lanza con el brazo izquierdo, en realidad es diestro. En la temporada de 2004 (incluyendo postemporada), corrió para más de 1000 yardas. La movilidad de Vick ha causado frecuentemente problemas serios para los defensivos contrarios, que tienen que defenderse contra él de forma diferente a como lo harían con un quarterback común. Mientras que la mayoría de los quarterbacks no son una gran amenaza corriendo con el balón por muchas yardas, Vick es capaz de realizar enormes carreras desde donde sea en el campo o evadir a los defensivos para darle a sus receptores tiempo para desmarcarse.
Los Falcons son uno de los pocos equipos en la NFL que tienen un gran número de jugadas por tierra específicamente diseñadas para su mariscal de campo. Su velocidad y fuerza de brazo también suponen una amenaza para las defensas de "Cover 2", que pueden ser neutralizadas con pases de corta y media distancia, que requieren un mariscal con un brazo poderoso.
Mientras que Vick no es el primer mariscal zurdo y veloz (Bobby Douglass era una amenaza doble con los Chicago Bears en los años 70, y Steve Young de los 49ers en los años 90), pocos quarterbacks hoy en día poseen la movilidad de Vick.
Vick es un corredor de élite pero solo tiene una precisión regular cuando se trata de su juego aéreo. Su porcentaje de pases completos en su carrera es de 53.8%.
A pesar de sus lesiones pasadas, que incluyen achaques en rodilla y tendones, el antiguo entrenador de los Falcons Jim Mora Jr. implementó un esquema ofensivo obviamente derivado de la opción a principios de la temporada de 2006 de tomar ventaja del atletismo de Vick.
Sumándose a la interesante imagen de Vick, él afirmó después de la temporada de 2004 que no se cortaría el pelo hasta que ganara un Super Bowl.

## Debate y críticas
Las críticas más frecuentes sobre Vick son que tiene pocas destrezas fundamentales y que se expone a riesgos innecesarios de lesionarse. Las críticas citan la fractura de pierna que sufrió en la pretemporada de 2003 contra los Ravens, y una lesión de rodilla que sufrió a principios de la temporada de 2005 (que se repitió unas pocas semanas después), obstaculizó su movilidad a través del año como evidencia principal de que Vick necesita aprender a "elegir sus sitios" como corredor, citando el ejemplo de Steve Young, otro veloz mariscal zurdo que tuvo una mediocre carrera profesional antes de ser colocado en un sistema ofensivo con los San Francisco 49ers que optimizó sus talentos. Young eventualmente ganó un Super Bowl y fue introducido al Salón de la Fama del Fútbol Americano Profesional en 2005, siendo el primer mariscal zurdo en recibir este honor.
La antes mencionada victoria de playoffs contra los Packers continúa siendo posiblemente la mayor victoria en la carrera de Vick como titular. Pero aunque Vick merece algo de crédito en la construcción de esa victoria, terminó el partido con un porcentaje de pases completos del 52%, lanzando tan solo para 117 yardas y un touchdown. Mientras tanto, la defensa de los Falcons forzó tres fumbles de tres jugadores diferentes y forzó al futuro jugador del Salón de la Fama Brett Favre a lanzar dos intercepciones y limitó al running back Ahman Green, en ese momento uno de los mejores corredores de la liga, a solo 34 yardas. Los equipos especiales de Atlanta también bloquearon una patada de despeje (punt) y la regresaron para uno de los tres touchdowns de los Falcons.
Las críticas han establecido que aunque Vick tiene un brazo poderoso, sus pases no son tan precisos como los de otros quarterbacks de élite en la liga, como los de Tom Brady de los New England Patriots, o Peyton Manning de los Indianapolis Colts, quienes tienen un mejor índice de audiencia que Vick. Los partidarios de Vick argumentan que el índice de audiencia del quarterback no toma en cuenta las yardas por tierra de Vick, y no es un punto de referencia acertado de la contribución de Vick al equipo. No obstante, otro contrapunto de los críticos es que los sacks y las yardas perdidas no son integradas a las estadísticas por tierra de los mariscales de campo de la NFL, haciendo técnicamente imposible para Vick, o para cualquier otro quarterback, tener un promedio negativo de yardas por tierra. Esto a cambio encubre el costo de los intentos fallidos de Vick a la hora de correr.
En una conferencia de prensa en noviembre de 2005, Vick se burló de la idea de que era un débil pasador "de bolsillo". El problema de rodilla de Vick había limitado su movilidad, y su índice de audiencia de quarterback en realidad mejoró modestamente. Sin embargo, el porcentaje de victorias de los Falcons no aumentó de la misma forma.
Otros expertos también creen que los Falcons, aunque están repletos de competentes receptores "de posesión", carecen de un ala rápida y profunda que pueda ganar más yardas después de la recepción del ovoide. Para ayudar a remediar esto, los Falcons adquirieron al antiguo ala de los Buffalo Bills Peerless Price antes de la temporada de 2003. Pero Price resultó ser una enorme decepción, atrapando solo 6 pases de touchdown en dos temporadas. Fue liberado por la organización previo a la temporada de 2005 y volvió a firmar con Buffalo. Posiblemente el blanco favorito de Vick es el ala cerrada Alge Crumpler, un muy buen receptor, pero ciertamente no un velocista. El receptor Brian Finneran, otro blanco favorito de Vick (pero, al igual que Crumpler, no muy veloz) sufrió una devastadora lesión en la rodilla izquierda en el campo de entrenamiento de los Falcons y se perdió la temporada de 2006.
También ha habido reportes de que Vick y la plantilla de entrenadores de los Falcons no siempre se ven a los ojos, y que Vick tuvo dificultad para entender el intrincado libro de jugadas de la Costa Oeste, lo que llevó a la implementación de la "ofensiva de opciones". Otros expertos han declarado que creen que la "reglas" tradicionales a cerca de lo que debería ser un quarterback y cómo debería jugarse en esa posición no se aplican a Vick debido a su estilo efectivo y no tradicional.
Unos cuantos críticos han sido incluso más duros que simplemente señalar las deficiencias de puntería de Vick, etiquetándolo con sorna como un "atleta" que aparenta jugar la posición de quarterback en lugar de ser un quarterback de verdad. Sin embargo, ha mostrado el potencial para ser por lo menos un pasador adecuado. Consiguió un índice de audiencia de mariscal de 81.6 en 2002, lo que es su mejor desempeño en esa categoría de estadísticas.
La visibilidad de Vick le ha provocado algunas críticas también. Algunos fanáticos han reaccionado negativamente a la constante desacreditación de la prensa que rodea a Vick. Por ejemplo, la selección de Vick al Pro Bowl para la temporada de 2005 fue objeto de controversia, dado que en adición a sus 15 pases de touchdown, lanzó 13 intercepciones, y que sus 2,412 yardas por aire fueron una cantidad extremadamente por debajo del promedio. No obstante, corrió para más de 500 yardas y anotó 6 touchdowns terrestres. Después de la selección para el Pro Bowl de Vick, el columnista deportivo Tim Cowlishaw del periódico The Dallas Morning News llamó a Vick "el jugador más sobrevalorado en la liga". De forma similar, en un artículo previo a la temporada de la NFL en el número de agosto de 2006 de la revista Maxim, los lectores de la revista nombraron a Vick el "Más Sobrevalorado". Una encuesta de Sports Illustrated hecha en 2005 también mostró que Vick es considerado el jugador más sobrevalorado de la NFL.

## Controversia

### Demanda de "Ron México"
En marzo de 2005 una mujer llamada Sonya Elliot presentó una demanda contra Vick alegando que ella contrajo herpes genital de Vick y que él no le había informado que portaba la enfermedad. Elliot además sostuvo que Vick había visitado clínicas bajo el seudónimo de "Ron México" para recibir tratamientos y por ello él evidentemente conocía su condición. Esto trajo una avalancha de fanáticos que ordenaron jerséis personalizados de los Atlanta Falcons con el #7 en la página NFLShop.com que tuvieran el nombre de "México" en la espalda. Debido al interés de los medios alrededor del caso, la National Football League no permitió el uso de la combinación jersey/nombre dos días después de la demanda. El 24 de abril de 2006, el abogado de Vick reveló que la demanda se había resuelto fuera de las cortes con un acuerdo que no fue revelado.
La compañía de videojuegos Midway Games ha aludido a Vick y su alter ego Ron México en su juego de 2006, Blitz: The League. Debido a la pérdida de licencia de la National Football League que sufrió Midway (EA Sports ahora tiene licencia exclusiva de la NFL), todos los equipos y jugadores en el juego son ficticios. Sin embargo, el quarterback estrella de los "Washington Redhawks" es un pasador zurdo y veloz llamado "Mike Mexico".

### Incidente del gesto obsceno
Después de una derrota de los Falcons contra los New Orleans Saints en el Georgia Dome el 26 de noviembre de 2006, Vick hizo un ademán obsceno a los fanáticos de Atlanta, levantando dos dedos medios. Vick después dijo: «Lo siento y me disculpo ante todos los niños y cualquiera que me vio hacer el ademán. Sólo dejé mis emociones sacar lo peor de mí en esa situación y no sucederá de nuevo». Vick fue multado por la NFL por este incidente obsceno, y accedió a donar otros $10,000 dólares para caridad.

### Incidente de la botella de agua
El 17 de enero de 2007 Vick entregó una botella de agua a la seguridad del Aeropuerto Internacional de Miami. Debido a la desgana de Vick para dejar la botella, más tarde fue recuperada de un depósito de basura. Se encontró en ella un compartimento oculto que contenía «una pequeña cantidad de partículas oscuras y un penetrante aroma estrechamente relacionado con la marihuana», dijo un policía de Miami. «El compartimento estaba ocultado por la etiqueta de la botella para que pareciera una botella llena de agua cuando se sostenía hacia arriba», dijo el policía. El lunes 22 de enero los resultados de unas pruebas indicaron que no había sustancias ilegales en la botella de agua. Vick también fue sometido a unas pruebas y los resultados fueron negativos.
La cinta de seguridad del aeropuerto documentando el incidente fue borrada porque, de acuerdo con el diario The Atlanta Journal-Constitution, el vocero del Departamento de Policía del Condado de Miami-Dade Robert Williams escribió en un correo electrónico: «Esa información fue mostrada a la Oficina de Abogados del Estado y se determinó por ellos que no se había cometido ningún acto criminal y no había cargos. Por lo tanto, este vídeo fue borrado ya que no estaba siendo usado en un caso criminal». Los Falcons más tarde dieron la siguiente declaración: «Apreciamos la rapidez con la que las autoridades de Miami concluyeron su investigación, y estamos complacidos de conocer el desenlace de esta investigación. Este es otro recordatorio de la naturaleza de gran perfil de un atleta profesional y el cercano escrutinio al que los jugadores son sometidos relacionado con su conducta dentro y fuera del campo. Esperamos poner en el pasado este asunto».
El 22 de marzo de 2007 Vick anunció que la botella de agua era una caja de joyería, y que la sustancia en cuestión había sido joyería. Vick indicó que guarda sus joyas ahí para prevenir robos.
Antes de los resultados que indicaron que no había sustancias ilegales en la botella de agua y Vick fuera absuelto de esta situación, el programa Saturday Night Live hizo una parodia del incidente en la que se cuestionaban las acciones de Vick en un sketch llamado "Oh Really?" (en español ¿De verdad?).

### Inasistencia a Capitol Hill
El 24 de abril de 2007, Vick fue citado en Capitol Hill, con la esperanza de persuadir a los legisladores para incrementar los fondos para programas después de la clases en las escuelas. Vick perdió un vuelo de conexión en Atlanta el lunes y no pudo presentarse para su aparición el martes en la mañana.
La publicista de Vick, Susan Bass, dijo que no había sido su culpa. Vick estaba en Tampa, Florida el lunes para jugar en el torneo de golf de caridad de Warrick Dunn, después tomaría el vuelo de Atlanta que suponía le llevaría a tiempo al Aeropuerto Nacional en Arlington, Virginia. Sin embargo, el vuelo de AirTran Airways salió tarde de Tampa, y Vick perdió su conexión, dijo Bass. "Él estaba realmente enojado", Bass añadió. AirTran programó a Vick en un vuelo posterior la tarde del lunes a tiempo para hacer su aparición el martes por la mañana, pero Vick no se presentó al vuelo.
La madre de Vick, Brenda Vick Boddie, aceptó un premio de la Afterschool Alliance en nombre de su hijo. Vick fue honrado por el trabajo de su fundación con después de la escuela en Georgia y Virginia.

### Investigaciones por peleas de perros en 2007
Las autoridades federales presentaron en una corte documentos obtenidos bajo el Acta de Libertad de Información que creen que la propiedad de Vick fue usada como el «principal escenario para la cría y el entrenamiento de ... pit bulls involucrados en una empresa de peleas de perros interestatales llamada "Bad Newz Kennels" que había operado por un periodo de más de cinco años y ... fue el escenario de peleas durante los últimos cinco años». Según un abogado de ESPN, una nueva "dura" ley federal aprobada por el Congreso de los Estados Unidos anteriormente en 2007 está siendo usada en muchas investigaciones actuales de peleas de perros alrededor de ese país.
ESPN reportó el 6 de julio que algunas fuentes le dijeron a Chris Mortensen, según información reunida por la NFL y los Atlanta Falcons, que era poco probable que Vick fuera acusado como resultado de la investigación federal, aunque acusaciones federales de al menos otros tres individuos son probables. No obstante y según el abogado de ESPN, bajo la ley de Virginia, Vick puede ser procesado si las autoridades pueden demostrar que era "consciente" de las actividades de peleas de perros realizadas en su propiedad.
A finales de julio Vick se declaró inocente. Su fecha de juicio quedó lista para el 26 de noviembre, aunque antes se iba a realizar el 4 de octubre, sin embargo los abogados de Vick pidieron su suspensión hasta 8 meses después. Vick podría ir hasta años a prisión si es declarado culpable.
Vick se declaró culpable el 20 de agosto de 2007. Ahora Vick deberá esperar la sentencia que según rumores sería de 12 a 18 meses y tratar de lograr un acuerdo con el fiscal de Richmond para una posible disminución de su pena. Por lo tanto la NFL lo podría suspender indefinidamente. Pero todavía no hay nada oficial debido a que la liga está realizando su propia investigación de los hechos.
El 10 de diciembre de 2007 Vick sería sentenciado a 23 meses de cárcel y 3 años de libertad condicional por dichos cargos y fue enviado a la prisión federal Northern Neck Regional Jail en Warsaw, Georgia. El juicio se caracterizó porque Vick llevaba la vestimenta típica de un reo con rayas blancas y negras y también por la enorme cantidad de personas que había en las afueras de la corte que se dividían entre defensores de los animales y personas que apoyaban al mariscal.
La situación se pudo notar en el partido de lunes por la noche entre los Atlanta Falcons y los New Orleans Saints en Georgia Dome debido a que no se llenó el estadio y porque el receptor Roddy White luego de recibir un pase para touchdown exhibió al público una inscripción debajo de su uniforme que decía: "Liberen a Mike Vick".
Su liberación fue en el 2009, pero se decía que sería muy difícil que volviera a la NFL, sin embargo fue contratado por los Philadelphia Eagles.
Vick tuvo el número de la Agencia Federal de Prisiones 33765-183.

## Contrato
El 23 de diciembre de 2004, Vick firmó un contrato por 10 años con los Atlanta Falcons con un valor de $138 millones de dólares y un bono de $37 millones, convirtiéndolo en el jugador mejor pagado en la historia de la NFL y uno de los mejor pagados en la historia del deporte. El contrato de Vick sobrepasa los $98 millones que Peyton Manning firmó con los Indianápolis Colts en marzo de 2005. Manning, que firmó para siete años, tiene garantizados $34.5 millones en bonificaciones. El valor potencial de $130 millones del contrato de Vick supera al contrato de 12 años de Donovan McNabb con los Philadelphia Eagles, de $115 millones hasta el año 2013.
Tras expirar su contrato con Philadelphia Eagles, el 21 de marzo del 2014 Vick firmó un contrato de 1 año con New York Jets por $5 millones de dólares.

## Publicidad
Vick es vocero de muchas compañías; sus contratos publicitarios incluyen a Nike, EA Sports, Coca-Cola, Powerade, Kraft, Rawlings y Hasbro. Su contrato junto con sus apoyos publicitarios han colocado a Vick en el puesto 33 entre las 100 Mayores Celebridades Forbes en 2005. Sin embargo, el 8 de mayo de 2007, el contrato de Vick con AirTran Airways expiró y no fue renovado; había sido imagen de la compañía desde 2004.

## Trabajo de caridad
En junio de 2006, Vick, junto con su hermano Marcus Vick y su madre Brenda Vick Boddie, estableció la Fundación Vick, una organización sin ánimo de lucro que apoya a los jóvenes en riesgo y a la realización de programas después de la escuela que están a su servicio en las áreas de Atlanta Metropolitana y Hampton Roads. El anuncio de la organización vino justo antes del inicio del primer evento recaudador de fondos de la misma, el Clásico de Golf de Michael Vick. El evento inaugural fue realizado en el prestigioso Campo de Golf de Kingsmill en el Condado de City James cerca de Williamsburg, Virginia, en conjunto con la Asociación de Exalumnos de Virginia Tech, y recaudó más de $80,000 dólares para caridad.
Después de la masacre de Virginia Tech en abril de 2007, Vick se unió con United Way para donar $10,000 para asistir a las familias afectadas por la tragedia. Vick explicó, "Cuando cosas trágicas como esta suceden, las familias tienen suficiente con qué ocuparse, y si yo puedo ayudar de alguna pequeña forma, es lo menos que puedo hacer". La Fundación Vick está recolectando donaciones de comunidades locales en Atlanta y Virginia que serán colocadas en el Fondo para las Víctimas de la Tragedia de Virginia Tech y el fondo especial del United Way de los condados de Montgomery, Radford y Floyd, que sirven en el área del Virginia Tech. La fundación de Vick dijo que el dinero será usado para proveer ayuda con los gastos funerarios, transportación de los miembros familiares y otros servicios de apoyo.
Fue anunciado en junio de 2007 que el "Campamento de Fútbol Americano Michael Vick" a realizarse en la Universidad Christopher Newport en Newport News fue cancelado para el verano de 2007 debido a "cuestiones de calendarios". La Universidad del Boulevard Warwick en Newport News se localiza parcialmente en el sitio de la antigua Preparatoria Homer L. Ferguson (que cerró en 1996), la escuela donde Vick comenzó su fama deportiva. También canceló su participación en otro campamento de fútbol americano a realizarse en el Colegio de William & Mary. De acuerdo con esa universidad, su lugar sería tomado por el quarterback de los Washington Redskins Jason Campbell.
El 22 de junio de 2007, un torneo de golf de caridad donde figuraba Vick, planeado en parte para obtener becas en memoria de las víctimas del Virginia Tech, fue reprogramado para septiembre. El torneo en el Kingsmill Resort & Spa había sido previsto para iniciar el 29 de junio, y la razón del cambio no fue anunciada. El torneo es el más reciente de los cancelados o retrasados en una serie de apariciones en Virginia desde que el nombre de Vick surgió en una investigación sobre peleas de perros.